# Miryang
Miryang (del coreano: 밀양), oficialmente Ciudad de Miryang (en coreano: 밀양시, Miryang-si), es una ciudad ubicada en la provincia de Gyeongsang del Sur al sur de la república de Corea del Sur. Está ubicada al sur de Seúl a unos 281 km y a 50 al noroeste de Busan. Su área es de 799.01 km² y su población total es de 109.329.

## Administración
La ciudad de Miryang se divide en 2 eup, 9 myeon y 5 dong.
| Nombre         | Población | Área (km²) | Densidad | División (ri/tong) |
| -------------- | --------- | ---------- | -------- | ------------------ |
| Samnangjin-eup | 8,784     | 78.37      | 112.1    | 31                 |
| Hanam-eup      | 9,762     | 37.09      | 263.2    | 33                 |
| Bubuk-myeon    | 7,467     | 55.31      | 135.0    | 22                 |
| Sangnam-myeon  | 11,719    | 56.11      | 208.9    | 31                 |
| Sangdong-myeon | 3,423     | 52.01      | 65.8     | 18                 |
| Sannae-myeon   | 4,205     | 107.49     | 39.1     | 23                 |
| Sanoe-myeon    | 3,143     | 35.41      | 88.8     | 19                 |
| Danjang-myeon  | 4,542     | 142.12     | 32.0     | 24                 |
| Chodong-myeon  | 4,135     | 48.45      | 85.3     | 24                 |
| Muan-myeon     | 6,646     | 100.33     | 66.2     | 28                 |
| Cheongdo-myeon | 2,214     | 57.44      | 38.5     | 12                 |
| Gyo-dong       | 8,055     | 4.61       |          | 8                  |
| Naeil-dong     | 5,309     | 12.07      | 1,747.2  | 10                 |
| Naei-dong      | 10,347    | 3.06       | 3,381.4  | 12                 |
| Gagok-dong     | 10,509    | 6.21       | 1,692.2  | 13                 |
| Sammun-dong    | 15,936    | 2.93       | 5,438.9  | 14                 |

## Historia
Con una historia larga, es hoy una ciudad moderna y compleja que alberga varias industrias.

## Economía
La economía de Miryang se basa en gran medida de su céntrica ubicación y la prominencia como un destino turístico. Además, la agricultura sigue desempeñando un papel importante, sobre todo en los barrios periféricos. El valle del río Miryang apoya las extensas operaciones de cultivo de arroz, mientras que la ganadería es más común en terrenos más altos.

## Geografía
La geografía de Miryang está fuertemente influenciada por los dos ríos que fluyen a través de ella, los ríos Miryang y Nakdong. Toda el área de Miryang se encuentra dentro de la cuenca del Nakdong, y el río Nakdong se extiende a lo largo de la frontera sur de Miryang. Gran parte de la ciudad es drenada por el río de Miryang, que se levanta en el oeste de Ulsan y fluye a través del centro de la ciudad para unirse al Nakdong en Samnangjin. 
Como en otras partes de la región, el paisaje es muy desigual, con muchas colinas escarpadas y montañas bajas. La montaña más alta de Miryang es Gajisan (1240 m), que se sitúa en la frontera norte.
Al sur, las montañas son más bajas, pero aún bastante frecuentes. Valles escarpados de las montañas abundan, los cuales son de uso frecuente para los embalses que almacenan agua para riego o para beber.

### Clima
Al igual que la mayor parte del resto de Corea del Sur, Miryang disfruta de un clima templado relativamente suave. La velocidad media del viento es de aproximadamente 1,4 m / s, la temperatura promedia es de 14.4 C y la precipitación anual en 2004 fue de 1.377,4 mm.
Las montañas a lo largo de su norte son una barrera para el clima fuerte , pero al sur no cuenta con aquella protección y es relativamente vulnerable a las tormentas que causan daño.
Los valles de los ríos en Miryang están sujetos a frecuentes inundaciones durante los tifones, así como inundaciones en la estación monzónica. Otros desastres naturales son poco comunes.
| Parámetros climáticos promedio de Miryang (1991−2020)          | Parámetros climáticos promedio de Miryang (1991−2020) | Parámetros climáticos promedio de Miryang (1991−2020) | Parámetros climáticos promedio de Miryang (1991−2020) | Parámetros climáticos promedio de Miryang (1991−2020) | Parámetros climáticos promedio de Miryang (1991−2020) | Parámetros climáticos promedio de Miryang (1991−2020) | Parámetros climáticos promedio de Miryang (1991−2020) | Parámetros climáticos promedio de Miryang (1991−2020) | Parámetros climáticos promedio de Miryang (1991−2020) | Parámetros climáticos promedio de Miryang (1991−2020) | Parámetros climáticos promedio de Miryang (1991−2020) | Parámetros climáticos promedio de Miryang (1991−2020) | Parámetros climáticos promedio de Miryang (1991−2020) |
| Mes                                                            | Ene.                                                  | Feb.                                                  | Mar.                                                  | Abr.                                                  | May.                                                  | Jun.                                                  | Jul.                                                  | Ago.                                                  | Sep.                                                  | Oct.                                                  | Nov.                                                  | Dic.                                                  | Anual                                                 |
| -------------------------------------------------------------- | ----------------------------------------------------- | ----------------------------------------------------- | ----------------------------------------------------- | ----------------------------------------------------- | ----------------------------------------------------- | ----------------------------------------------------- | ----------------------------------------------------- | ----------------------------------------------------- | ----------------------------------------------------- | ----------------------------------------------------- | ----------------------------------------------------- | ----------------------------------------------------- | ----------------------------------------------------- |
| Temp. máx. abs. (°C)                                           | 18.1                                                  | 23.7                                                  | 26.2                                                  | 31.1                                                  | 36.6                                                  | 36.1                                                  | 39.4                                                  | 39.0                                                  | 35.9                                                  | 30.8                                                  | 26.1                                                  | 19.9                                                  | 39.4                                                  |
| Temp. máx. media (°C)                                          | 7.4                                                   | 9.9                                                   | 14.7                                                  | 20.7                                                  | 25.5                                                  | 28.3                                                  | 30.4                                                  | 31.3                                                  | 27.4                                                  | 22.6                                                  | 15.9                                                  | 9.3                                                   | 20.3                                                  |
| Temp. media (°C)                                               | 0.5                                                   | 2.8                                                   | 7.7                                                   | 13.2                                                  | 18.3                                                  | 22.3                                                  | 25.6                                                  | 26.1                                                  | 21.5                                                  | 15.2                                                  | 8.4                                                   | 2.1                                                   | 13.6                                                  |
| Temp. mín. media (°C)                                          | −5.4                                                  | −3.6                                                  | 0.9                                                   | 6.0                                                   | 11.6                                                  | 17.3                                                  | 21.8                                                  | 22.0                                                  | 16.6                                                  | 9.0                                                   | 2.1                                                   | −3.6                                                  | 7.9                                                   |
| Temp. mín. abs. (°C)                                           | -15.8                                                 | -15.6                                                 | -10.4                                                 | -3.9                                                  | 1.0                                                   | 7.4                                                   | 13.4                                                  | 12.9                                                  | 5.3                                                   | -2.7                                                  | -8.1                                                  | -14.5                                                 | -15.8                                                 |
| Precipitación total (mm)                                       | 21.2                                                  | 33.0                                                  | 59.0                                                  | 90.5                                                  | 106.7                                                 | 155.9                                                 | 259.3                                                 | 240.6                                                 | 144.4                                                 | 53.3                                                  | 40.1                                                  | 22.6                                                  | 1226.6                                                |
| Días de precipitaciones (≥ 0.1 mm)                             | 3.9                                                   | 4.7                                                   | 6.8                                                   | 8.2                                                   | 8.6                                                   | 9.5                                                   | 13.5                                                  | 12.8                                                  | 8.7                                                   | 4.3                                                   | 5.1                                                   | 4.0                                                   | 90.1                                                  |
| Horas de sol                                                   | 188.0                                                 | 184.6                                                 | 208.2                                                 | 214.2                                                 | 225.9                                                 | 175.5                                                 | 151.5                                                 | 172.7                                                 | 160.6                                                 | 197.4                                                 | 174.4                                                 | 183.9                                                 | 2236.9                                                |
| Humedad relativa (%)                                           | 58.9                                                  | 56.7                                                  | 58.3                                                  | 59.7                                                  | 64.0                                                  | 69.5                                                  | 77.3                                                  | 76.7                                                  | 74.7                                                  | 71.1                                                  | 68.0                                                  | 61.8                                                  | 66.4                                                  |
| Fuente n.º 1: Agencia Meteorológica de Corea 4 de mayo de 2011 |                                                       |                                                       |                                                       |                                                       |                                                       |                                                       |                                                       |                                                       |                                                       |                                                       |                                                       |                                                       |                                                       |
| Fuente n.º 2: 기상청                                           |                                                       |                                                       |                                                       |                                                       |                                                       |                                                       |                                                       |                                                       |                                                       |                                                       |                                                       |                                                       |                                                       |

</ref>
|date=May 2011}}

## Ciudades hermanas
- New Milford (Nueva Jersey) (2004).
- Handan (2004).
- Ulan Hot,(Hinggan) (1999).
- Benxi (1998).